# Валтер Бенямин
Валтер Бендикс Шьонфлис Бенямин (на немски: Walter Bendix Schönflies Benjamin) (1892-1940) е германски философ, литературовед, критик, есеист и преводач от еврейски произход.

## Житейски път
Валтер Бенямин израства в Берлин като дете от заможно семейство. От 1912 до 1919 г. следва философия, германистика и история на изкуството в Берлин, Мюнхен и Берн. Докторската му работа е на тема „Понятието за художествена критика у немския романтизъм“ (1919). През 1925 г. университетът във Франкфурт на Майн отхвърля хабилитационния му труд „Произход на немския трауершпил“, в който от философска гледна точка се разглежда дотогава малко изследваната литература на XVII век.
Бенямин изкарва прехраната си като рецензент, а също превежда на немски език романа на Марсел Пруст „По следите на изгубеното време“. Предприема пътувания в Испания, Норвегия и често пребивава в Париж.
През 1926–1927 г. Бенямин посещава Москва и задълбочено изучава марксизма. През 1933 г. емигрира в Париж, където остава до окупацията на града през 1940 г. В Германия трудовете му са забранени. Сътрудничи на емигриралия от Франкфурт „Институт за социални изследвания“. Пътува на три пъти до Дания, за да се срещне с Бертолт Брехт.
Приятели успяват да му издействат емигрантска виза за САЩ, но на испанската граница в Портбоу той е арестуван и пред заплахата да бъде предаден на Гестапо се самоубива със свръхдоза морфин.

## Трудове
Сред най-известните произведения на Бенямин са „Гьотевият роман 'Родства по избор'“ (1922), „Произход на немския трауершпил“ (1928), „Художественото произведение в епохата на неговата техническа възпроизводимост“ (1936) и „Върху понятието за история“ (1939).
В последното десетилетие на своя живот, успоредно с другите си занимания, Бенямин работи над т.нар. „Пасажен-верк“ (Passagen-Werk; англ. Arcades project), фрагментиран текст от цитати и собствени мнения, свързани с покритите търговските галерии ('пасажи'), станали популярни в Париж през 19. век. Посмъртното издание на събрания от него материал излиза едва през 1982 г.
Разпръснатите ръкописи на Валтер Бенямин са събрани и многократно издавани едва след края на Втората световна война. Пълните събрани съчинения на Бенямин са достъпни в Интернет Архив.
От текстове на Бенямин в превод на български език са издадени сборниците „Художествена мисъл и културно самосъзнание“ (1989), „Озарения“ (2000), „Кайрос“ (2014) и „Избрана проза“ (2018), както и студията Париж – столицата на XІX столетие.